# Свестур (село)
Свестур — село в Ермишинском районе Рязанской области. Входит в Ермишинское городское поселение.

## География
Находится в северо-восточной части Рязанской области на расстоянии приблизительно 6 км на северо-запад по прямой от районного центра поселка Ермишь.

## История
В 1862 году здесь (тогда деревня Елатомского уезда Тамбовской губернии) было учтено 20 дворов.

## Население
| 1982 | 1989 | 2004 | 2010 | 2011 | 2023 |
| ---- | ---- | ---- | ---- | ---- | ---- |
| 220  | ↘165 | ↘75  | ↘44  | ↗52  | ↘28  |

Численность населения: 183 человека (1862 год), 570 (1914), 92 в 2002 году (русские 99 %), 52 в 2010.